# USS San Juan (SSN-751)
Lo USS San Juan (hull classification symbol SSN-751) è un sottomarino nucleare di classe Los Angeles, terza nave della Marina degli Stati Uniti a prendere il nome dalla città di San Juan, anche se è solo la seconda a prendere il nome da San Juan, Porto Rico. 
Il contratto di costruzione venne assegnato alla Electric Boat Company, divisione della General Dynamics di Groton, (Connecticut) il 30 novembre 1982 e venne impostato il 9 agosto 1985. Il varo avvenne il 6 dicembre 1986 sotto il patrocinio della signora Sherrill Hernandez, moglie del VADM Diego E. Hernández.

## Progetto
Il San Juan è stato il primo sottomarino dello Flight III o 688I ad avere un design "migliorato", ricevendo una serie di miglioramenti significativi rispetto ai precedenti sottomarini della classe. Il sottomarino e tutte le successive imbarcazioni della sua classe risultano più silenziosi e incorporano un avanzato sistema di combattimento sonar AN/BSY-1. Un altro miglioramento include la capacità di piazzare mine dai loro tubi lanciasiluri. Anche la vela del San Juan venne rafforzata, consentendogli la capacità di sfondare il ghiaccio.

## Storia
Lo USS San Juan entrò ufficialmente in servizio il 6 agosto 1988 presso la Base sottomarina navale di New London, Connecticut, con il Cmdr. Charles B. Young al comando.

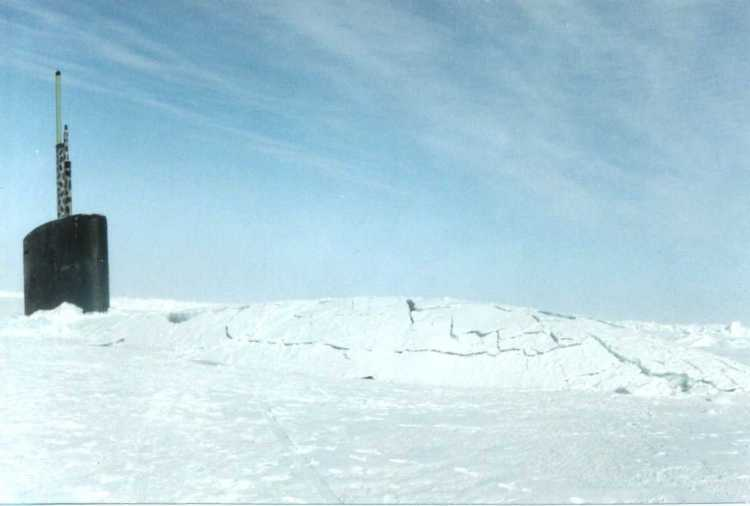
Lo USS San Juan conduce la prima navigata in superficie in mare ghiacciato per un sottomarino di classe 688I, 1993

Nel 1993 il sottomarino condusse la prima navigata in superficie in mare ghiacciato per un sottomarino di classe 688I nell'Artico.
Il 19 marzo 1998 al largo della costa di Long Island, New York, il San Juan entrò in collisione con il sottomarino lanciamissili balistici di classe Ohio USS Kentucky. Non si registrarono feriti a seguito della collisione.
Il San Juan si schierò per l'Operazione Iraqi Freedom I e tra il 21 e 22 marzo 2003 si unì ad altre 29 navi e sottomarini statunitensi e britannici che lanciarono missili Tomahawk Land Attack Missiles (TLAM) contro obiettivi militari iracheni. Il comandante del San Juan, Michael A. Haumer, ricevette in seguito la Stella di Bronzo per la sua "straordinaria leadership e capacità operativa" durante le operazioni.
Il 16 giugno 2004, il San Juan ormeggiò fuoribordo la USS Emory S. Land a La Maddalena, in Italia, per un FMAV (Disponibilità di manutenzione della flotta) di una settimana. In seguito partì per un dispiegamento programmato a sostegno della guerra globale al terrorismo.
Il 13 marzo 2007, il San Juan fu oggetto di una missione di ricerca e salvataggio da parte della portaerei USS Enterprise e di elementi del suo Carrier Strike Group al largo delle coste della Florida, quando il contatto con il sottomarino venne perso e un bagliore rosso venne avvistato sulla sua nave, suggerendo un'emergenza. Le comunicazioni furono ristabilite presto il giorno successivo quando il San Juan emerse e non furono segnalati problemi.
Il 4 novembre 2009 il sottomarino arrivò a Simon's Town, in Sudafrica. Il San Juan effettuò manovre in mare collaborando prima volta nella storia degli Stati Uniti con la Marina militare sudafricana.
Il 1º dicembre 2009 l'SSN 751 tornò alla base navale di New London dopo un dispiegamento di sei mesi nelle aree di responsabilità (AoR) degli Stati Uniti europei (EUCOM) e del comando africano (AFRCIOM). Il sottomarino visitò anche la baia di Suda, in Grecia; Diego Garcia; e Port Victoria, nelle Seychelles.
Il San Juan arrivò al cantiere navale di Portsmouth (PNSY), nel Maine, l'8 aprile 2010 per una revisione ingegnerizzata (EOH), per manutenzione e per gli aggiornamenti del sistema.
Nel 2012 il sottomarino classe Los Angeles venne assegnato al Submarine Group Two. Il Submarine Group venne in seguito sciolto nel 2014 e il San Juan è entrò a far parte della Submarine Force, US Atlantic Fleet (COMSUBLANT).Il 16 maggio 2014 il San Juan tornò al porto di origine dopo un dispiegamento durato sette mesi. Il sottomarino fece scali portuali a Lisbona, in Portogallo; Bahrein; Jebel Ali, negli Emirati Arabi Uniti; e Rota, in Spagna.

## Riconoscimenti
|                                                         |  |                                                                       |  |                             |
| Bronze star · Bronze star · Template:Ribbon devices/alt |  |                                                                       |  |                             |
| Template:Ribbon devices/alt                             |  | Bronze star · Bronze star · Bronze star · Template:Ribbon devices/alt |  | Template:Ribbon devices/alt |